# حسين أباد (زرين أردكان)
حسین أباد (بالفارسية: حسین‌آباد) هي قرية تقع في إيران في Zarrin Rural District. يقدر عدد سكانها بـ 29 نسمة .